# Enneapterygius rufopileus
Enneapterygius rufopileus is een straalvinnige vissensoort uit de familie van drievinslijmvissen (Tripterygiidae). De wetenschappelijke naam van de soort is voor het eerst geldig gepubliceerd in 1904 door Waite.